# Tod's
Tod's S.p.A. es una empresa de calzado de la familia Della Valle, que cotiza en la bolsa de valores de Milán. Fue fundada a inicios del siglo XX por Filippo Della Valle, el abuelo de los actuales propietarios Diego y Andrea Della Valle.
El Grupo Tod's opera en el mercado del calzado con las marcas Tod's, Hogan y Roger Vivier y en el sector del vestido con la marca Fay. La sede legal se encuentra en la vía Filippo Della Valle 1 en Sant'Elpidio a Mare, provincia de Fermo, Italia.

## Historia
Dorino Della Valle empezó como zapatero a finales de la década de 1920. Diego Della Valle, el hijo mayor de Dorino, expandió el taller y lo convirtió en una fábrica en la década en 1970 exportaba a los Estados Unidos. A principios de la década de 1980 Diego introdujo innovadoras estrategias de marketing, mantuvo el proceso de fabricación artesanal y continuó nuevas marcas como Tod's, Hogan, Schiaparelli y  Fay. A mediados de la década de 1990 fue adquirida Roger Vivier, un fabricante de calzado de lujo. En 2003, fue incorporado el diseñador italiano Bruno Frisoni como Director Creativo de Roger Vivier.
La familia Della Valle también posee participaciones en RCS MediaGroup, el equipo de fútbol Fiorentina y otras empresas. Todos los miembros de la familia son nacidos en la región italiana de las Marcas en el centro del país.